# Zweizahn-Gelbohrfledermaus

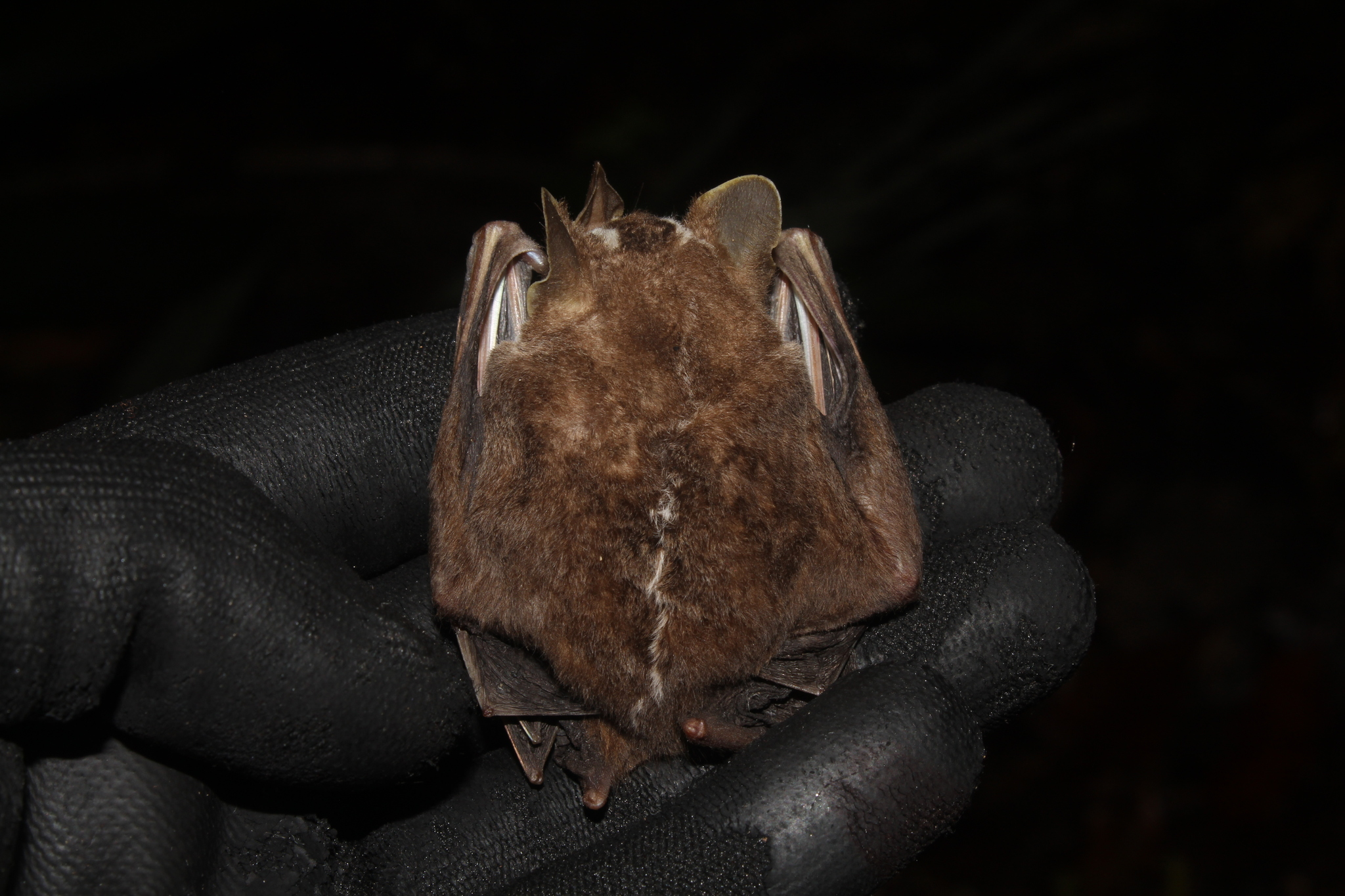
Rückenansicht mit der arttypischen Fellzeichnung

Verbreitungsgebiet der Zweizahn-Gelbohrfledermaus

Die Zweizahn-Gelbohrfledermaus (Vampyriscus bidens) ist ein im nördlichen Südamerika verbreitetes Fledertier in der Unterfamilie der Fruchtvampire. Das Typusexemplar stammt aus der Provinz Santa Cruz im nördlichen Peru. Die Art wurde zeitweilig in der Gattung Gelbohrfledermäuse (Vampyressa) geführt. Andere Studien sahen sie als einzige Art der monotypischen Gattung Vampyriscus. Seit 2006 zählen auch die Gestreifte Gelbohrfledermaus und die Brock-Gelbohrfledermaus (Vampyriscus brocki) zu dieser Gattung. Der Artzusatz ist aus den lateinischen Worten bi (zwei) und dens (Zahn) zusammengesetzt.

## Merkmale
Erwachsene Exemplare sind schwanzlos und je nach Region 50 bis 60 mm lang und etwa 12 g schwer. Sie haben 35 bis 37 mm lange Unterarme, Hinterfüße von 8 bis 11 mm Länge und 11 bis 18 mm lange Ohren. Auf dem Rücken ist ein manchmal unscheinbarer heller Aalstrich vorhanden, der bei anderen Gattungsvertretern der Region fehlt. Auffällig sind helle Streifen im Gesicht von beiden Seiten der Nase zu den Ohren sowie von der Schnauze zu den Wangen. Während Weibchen oberseits meist graubraunes Fell tragen, können Männchen auf der Oberseite schwarzbraun bis hellbraun sein. Haare der Oberseite sind an der Wurzel dunkel. Auf der Unterseite kommt bei beiden Geschlechtern graubraunes Fell vor.
Wie der Name erkennen lässt, sind die Innenseiten der Ohren, der Tragus und die Kanten des Nasenblatts gelb. Im unteren Bereich haben die Ohren weiße Kanten. Das Nasenblatt besteht aus einer hufeisenförmigen Grundform und einem großen lanzenförmigen Aufsatz. Die U-förmige Schwanzflughaut trägt nur wenige Haare. Bei der Zweizahn-Gelbohrfledermaus ist der Fersensporn (Calcar) deutlich kleiner als der Fuß. Der erste Teil des Namens bezieht sich auf die zwei Schneidezähne im Unterkiefer, wogegen alle anderen Gattungsmitglieder vier untere Schneidezähne besitzen. Selten treten bei Exemplaren dieser Art in Peru vier untere Schneidezähne auf. Die gewöhnliche Zahnformel lautet I 2/1, C 1/1, P 2/2, M 2/3, was 28 Zähne im Gebiss ergibt. Der diploide Chromosomensatz besteht aus 26 Chromosomen (2n=26).

## Verbreitung
Diese Fledermaus bewohnt das gesamte Amazonasbecken im Norden von Brasilien und in der Region Guyanas und erreicht angrenzende Gebiete von Bolivien, Peru, Ecuador, Kolumbien und Venezuela. Sie lebt im Flach- und Hügelland bis 500 Meter Höhe. Die Zweizahn-Gelbohrfledermaus hält sich in tropischen Regenwäldern und anderen feuchten Wäldern auf, die teilweise verändert sein können. Sie bevorzugt die Nähe von Wasseransammlungen und Sümpfen.

## Lebensweise
Die nachtaktiven Tiere ruhen am Tage vermutlich in Baumhöhlen oder im Geäst von Bäumen und Büschen. Sie suchen meist in der Abenddämmerung nach Nahrung und können bis zum Sonnenaufgang aktiv sein. Diese Fledermaus frisst vorwiegend Feigen sowie Früchte von Inga marginata, Pourouma cecropiifolia und von anderen Pflanzen. Die Zweizahn-Gelbohrfledermaus teilt ihr Revier mit verschiedenen anderen Fledermäusen, wie Eigentlichen Fruchtvampiren, anderen Gelbohrfledermäusen, Blattnasen der Gattung Carollia, dem Kleinen Zwergfruchtvampir oder der Zeltbauende Fledermaus. Die Fortpflanzung findet je nach Region zu Beginn der Regenzeit statt. Ein Wurf enthält ein Neugeborenes. Allgemein bilden Gelbohrfledermäuse im Versteck kleinere Gruppen, die ein Männchen, mehrere Weibchen und Jungtiere enthalten.

## Gefährdung
Regional wirken sich Waldrodungen negativ aus. In geeigneten Habitaten kann die Art häufig auftreten. Die IUCN listet sie als nicht gefährdet (least concern).